# رپ زیرلبی
رپ زیرلبی یا رپ مامبل یا رپ ساوندکلاودی اصطلاحی است که به عنوان یک خرده‌ژانر از هیپ هاپ که بیش‌تر در سکوهای برخط توزیع آثار صوتی همچون ساوندکلاود توزیع می‌شود، تعریف می‌گردد. این اصطلاح از سال ۲۰۱۰ به این سو باب شد. کاربرد اصلی این اصطلاح زمانی است که صدای خواننده نامفهوم یا بد کیفیت ضبط شده باشد؛ اما معنی دیگر آن بر رپ‌کن‌هایی دلالت دارد که خلاف دیگر رپ‌کن‌های حرفه‌ای، به اصول شعری این ژانر همچون معنی‌دار بودن آن توجهی نمی‌کنند.
برخی افراد از به‌کار بردن این اصطلاح به سبب نادرست یا تحقیرآمیز بودن آن برای خواننده‌های رپ جوان انتقاد کرده‌اند؛ هر چند برخی از هنرمندان تلاش کرده‌اند این اصطلاح را بازتعریف کنند. با این وجود برخی دیگر از این سبک به عنوان مرحله جدیدی از تکامل این ژانر دفاع کرده‌اند.

## سبک و ریشه‌شناسی
اصطلاح «رپ زیرلبی» نخستین بار در سال ۲۰۱۴ توسط یک روزنامه‌نگار/دی‌جی سبک رپ جنگی به نام دی‌جی ولد، در مصاحبه با یک رپ‌کن جنگی به نام لودد لوکس (Loaded Lux) در مورد ظهور این سبک در جریان اصلی هیپ هاپ استفاده شد. دربارهٔ اینکه چه کسی برای نخستین بار به چنین سبکی رپ کرده‌است، اختلاف نظر وجود دارد. با این حال برخی معتقدند خوانندگانی چون گوچی مان، چیف کیف و شناخته‌شده‌تر از آن‌ها، فیوچر، به ویژه با یکی از آهنگ‌هایش که در آلبومش در سال ۲۰۱۱ به نام" پلوتو " منتشر شد، از نخستین ایجادگران این سبک هستند. این اصطلاح برای نخستین بار در توصیف رپ‌کن‌هایی که اشعار آنها نامفهوم است، نیز به کار رفته؛ اما دامنه معنی آن شامل رپ‌کن‌هایی می‌شود که عموماً تأکید کمی بر کیفیت متن ترانه دارند. برخی ادعا کرده‌اند که هنرمندانی چون داس ای‌اف‌اکس و فو-شنیکنز سال‌ها پیش از ایجاد این اصطلاح به این سبک رپ می‌کرده‌اند. «رپ‌کن‌های زیرلبی» تمایل دارند بیش‌تر در مورد مواد مخدر، سکس، پول، جواهرات، لباس‌های طراحی‌شده و مهمانی رپ کنند. همچنین این دسته از رپ‌کن‌ها از فلو یا جریان به‌اصطلاح «آها» به منظور ایجاد قافیه، زمانی که توان قافیه‌پردازی نداشته باشند، به‌وفور استفاده می‌کنند؛ واژگانی نظیر «آره»، «آها» و «آه» که در آغاز یا انتهای مسرع آورده می‌شوند.
«رپ زیرلبی» همان‌طور که اشاره شد، غالباً برای تحقیر رپ‌کن‌هایی استفاده می‌شود که هیچ‌گونه انسجام معنایی در شعرشان وجود ندارد. اسکار هارولد از مجله " کاردینال تایمز " با بیان اینکه رپ‌کن‌هایی همچون فیوچر بیشتر به ملودی‌های پاپ و جلوه‌های صوتی، مانند تنظیم خودکار تکیه می‌کنند تا معنی شعر، اظهار داشت: "رپ زیرلبی" گمراه کننده است. جاستین چَریتی، نویسنده وب‌سایت رینگر، استدلال می‌کند که این اصطلاح ضرورتاً ساده‌انگارانه است و در حقیقت به یک نوع خاص رپ اشاره نمی‌کند. وی بیان می‌کند که بسیاری از هنرمندان که غالباً در گفتگوهای مربوط به این خرده‌ژانر خود را سپر بلا قرار می‌دهند، در واقع رپ‌کردنشان آن‌قدرها بد نیست و همین نشان می‌دهد «که این اصطلاح برای طبقه‌بندی هنرمندان چندان مفید نیست.»

## رپ ساوندکلاودی
در سال ۲۰۱۷، جان کارامانیکا ، منتقد موسیقی از نیویورک تایمز اظهار داشت که رپ ساوندکلاودی «در سال گذشته به حیاتی‌ترین و مختل کننده‌ترین حرکت جدید در هیپ هاپ تبدیل شده‌است». تاد مسکویتز، بنیانگذار آلامو رکوردز، با بیان اینکه این خرده‌ژانر دارای یک بیس به شدت با اعوجاج و صدای عمداً صاف نشده‌است، آن را یک"جنبش لو-فای " خواند. هنگامی که اسکی ماسک د سلامپ گاد در رابطه با سبک و نحوه ضبط صدای ژانر لو-فای صحبت می‌کرد، خاطرنشان کرد: "این بدترین نوع ضبط کردن کار است ، [اما] حداقل شما می‌توانید آن را در هر کجا کار را تنظیم کنید و این همان موجی بود که ما روی آن قرار داشتیم." و "انرژی خام آن، یعنی اعوجاج موجود در آن، تخصص ما است و ما از آن به نفع خود استفاده کردیم." اسپین چنین نوشت که شرکت ساوندکلاود نتوانسته‌است برای بهبود مشکلات مالی خود از محبوبیت رپ ساوندکلاودی بهره بگیرد. در ژانویه سال ۲۰۱۹، استفان ویت از مجله رولینگ استون، با استناد به کشته شدن رپ‌کن‌های مشهور همچون لیل پیپ در سال ۲۰۱۷ و ایکس‌ایکس‌ایکس تنتاسیون در سال ۲۰۱۸، ورود لیل زان به مرکز ترک اعتیاد و مشکلات قانونی سیکس ناین، اظهار داشت که موج رپ ساوندکلاودی در چند سال گذشته رو به زوال بوده‌است.

## بازخورد

### نقد
رپ‌کن‌هایی که نسبت به بهره‌گیری از اصطلاح رپ زیرلبی ابراز نارضایتی کرده‌اند عبارتند از: جی. کول، لاجیک، کریس بی، راس، جوینر لوکاس، و امینم. امینم در آلبوم خود کامی‌کازه، پس از اعلام اینکه "بوم بپ (نوعی سبک موسیقی) با یک تبر برمی گردد تا زیرلبی رپ کند" در آهنگ " رویس دا۹'۵ و ترانه" کاترپیلار "به انتقاد از چندین" رپ‌کن زیرلبی" پرداخت. امینم در دیس‌ترک " کیل‌شات "، که در آن مشین گان کلی را دیس کرده و او را یک رپ‌کن‌زیرلبی خطاب کرده‌است. هنرمندان مشهور رپ، پیت راک و جو بودن آشکارا از این سبک به‌سبب کنار گذاشتن سنت هیپ هاپ انتقاد کردند. در نظر منتقد موسیقی، رابرت کریستگائو، "رپ ساوندکلاودی حداقل به اندازه هر نوع هیپ هاپی از نوعی بلاغت جنسیت‌زده رنج می‌برد. برای رد این نظر من به دلایل بسیار خوبی که خلاف آن را ثابت کنند، نیاز دارم." وی اضافه کرد، "من از واژه"جنده" متنفر هستم و از آهنگ‌های ایکس‌ایکس‌ایکس تنتاسیون هم به همین دلیل بدم می‌آید.

### ستایش
در دفاع از این سبک، جاستین چریتی از وب‌سایت رینگر اظهار داشت که «بحث بر سر این است که واقعاً این باعث ناراحتی است که نسلی از نوازندگان جوان چگونه از صداهای خود به شیوه‌های عجیب، بی‌سابقه و بر خلاف خواسته‌های والدین و پیشینیان خود استفاده کرده‌اند». گاردین این سبک را با موج اول پانک راک مقایسه و خاطرنشان کرد: «سادگی صوتی، نامحسوس بودن و احساس گناه مشترکی میان این دو سبک وجود دارد». وایب (مجله) رپ زیرلبی را با اشکال پیشین هیپ هاپ و همچنین صداخوانی مرتبط دانست. آدام دو پاور-ایوانز از کانورسیشن (وبگاه)، این عقیده را که رپ زیرلبی بازتاب تنبلی است، را رد کرد و در عوض پیشنهاد کرد که این بازتاب دقیقی از کسالت ناشی از بی‌سبری و سرعت زندگی در فرهنگ معاصر است.  آکادمی موسیقی ردبول اظهار داشت که "با همه این احوال آن دسته از رپ‌کن‌هایی که برچسب رپ‌کن ساوندکلاودی، رپ‌کن ایمویی، یا رپ‌کن زیرلبی خورده‌اند، مسیرهای تازه‌ای را گشوده‌اند، بار دیگر مرزهای رپ را جابه‌جا کرده‌اند و آن‌ها هستند که تعیین می‌کنند رپ چیست؟ برای کیست؟ و چگونه باید توزیع شود؟. "